# Velika loža Finske
Velika loža Finske (fins. Suomen Suurloosi) je regularna slobodnozidarska velika loža u Finskoj. Osnovana je 1924. godine uz pokroviteljstvo Velike lože Države New York.

## Povijest
Nakon Ruske revolucije 1917. godine i progralešanje neovisnosti od Ruskog Carstva iste godine stvaraju se uvjeti za obnovu slobodnog zidarstva u Finskoj. Prva finska masonska loža osnovana je 18. kolovoza 1922. godine pod pokroviteljstvom Velike lože Države New York. Već sljedeće godine, 1. kolovoza 1923. godine, osnovana je Loža "Tammer" u Tampereu, a sljedeće dana i Loža "Feniks" u Turkuu. Ove tri lože su 9. rujna 1924. godine uz pomoć Velike lože Države New York formirale Veliku ložu Finske.
Tijekom 1930-ih, finski slobodni zidarsi suočili su se s mnogim izazovima. Nacional-socijalistička propaganda protiv slobodnih zidara proširila se i u Finsku. Najteži incident bio je "Tattarisuon juttu", gdje su lažno optuženi za ritualna ubojstva. Finski desničar Paavo Susitaival podnio je lažnu tužbu protiv njih, što je dovelo do njegove kazne zatvora. Finska luteranska crkva i vojska također su se protivile slobodnom zidarstvu, zahtijevajući da članovi napuste organizaciju.
Na početku Zimskog rata (dio Drugog svjetskog rata), Velika loža Finske je prekinula aktivnosti. Premijer Risto Ryti, i sam slobodni zidar, predložio je obustavu rada, što je prihvaćeno. Nakon rata, 1945. godine, rad je ponovno pokrenut, ali s manje članova. Nakon rata, masonske lože proširile su se izvan Helsinkija, Turkua i Tamperea u gradove poput Porija, Lahtija i Kuopija. Osnovano je i Društvo Humanitas (Humanitas-seura) 1950. godine za podršku ložama, a kasnije se fokusirao na dobrotvorni rad.
Tijekom 1990-ih, Velika loža je pomogla uspostavu slobodnog zidarstva u Estoniji osnivajući četiri lože. Loža "Feniks" je osnovana 1992. godine u Tallinnu. Dvije godine kasnije osnovana je Loža "Patria" u Tallinnu. Nekoliko godina kasnije, osnovane je su Loža "Perona" u Pärnuu i Loža "Ugaunija" u Tartuu. Finska velika loža je 1997. godine uspostavila pokrajinsku veliku ložu za Estoniju. Gotovo šest godina od osnivanja prve masonske lože, 18. svibnja 1999. godine, osnovana je Velika loža Estonije.
Godine 2012. osnovana je prva finska loža u Švedskoj, Loža "Telge" u Södertäljeu. Tri godine kasnije, 2015., uspostavljene su još dvije lože u Šveskoj, Loža "Donat" u Lundu i Loža "Igelsta" u Södertäljeu. Kasnije je uspostavljen i Kotar Švedska (šved. Distriktet Sverige), kao pokrajinska velika loža. Godine 2017. Velika loža Finske donirala je 600.000 eura za izgradnju nove dječje bolnice u Helsinkiju.
Godine 2023. ovorena je i četvrta loža u Švedskoj, Loža "Aurelije" u Umeåi.

## Ustroj
Sjedište Velike lože Finske je u Helsinkiju.

### Lože
Velika loža Finske ima oko 180 masonskih loža u 41 finskom gradu, i to u Espoou, Hankou, Heinoli, Helsinkiju, Hyvinkääi, Hämeenlinni, Imatri, Joensuu, Jyväskyli, Kajaaniju, Kauhajokiju, Kemiju, Kokkolaji, Kotkaji, Kouvolaji, Kuopiju, Lahtiju, Lappeenranti, Lohjaiju, Mikkeliju, Lieksaju, Ouluu, Pietarsaariju, Pieksämäkiju, Poriju, Porvoo, Raaheju, Raumaji, Riihimäkiju, Rovaniemiju, Salou, Savonlinnaji, Seinäjokiji, Tampereu, Torniu, Turkuu, Ulvili, Vaasau, Valkeakoski, Vantaau i Varkausu. Također, četiri finske lože se nalaze i u tri švedska grada, dvije u Södertäljeu te po jedna u Lundu i Umeå. U Helsinki su i lože koje rade na švedskom, engleskom i njemačkom jeziku. Također, na švedskom jeziku radi loža Hankouu te u Pietarsaariju.
Među masonskim ložama koje rade pod žaštitom Velike lože Finske su:
- Loža "Finska" (Soumi loosi) br. 1, Helsinki – osnovana pod zaštitom Velike lože Države New York.
- Loža "Tammer" (Tammer loosi) br. 2, Tampere – nosi naziv po staroj riječi po kojoj je grad Tampere dobio ime; osnovana pod zaštitom Velike lože Države New York.
- Loža "Feniks" (Phoenix loosi) br. 3, Turku – nosi naziv po mitološkoj ptici feniks; osnovana pod zaštitom Velike lože Države New York.
- Loža "Sveti Ivan" (Pyhä Johannes loosi) br. 4, Helsinki – nosi naziv po Svetom Ivanu.
- Loža "Sveti Henrik" (St. Henrik logen) br. 5, Helsinki – nosi naziv po Henrik, finskom biskupu iz 12. stoljeća.
- Loža "Satakunta" (Satakunta loosi) br. 6, Pori – nosi naziv po regiji Satakunta gdje je smješten grad Pori.
- Loža "Sveti Juraj" (Pyhän Yrjänän loosi) br. 7, Lahti – nosi naziv po Svetom Jurju.
- Loža "Telge" (Telge-loosi; šved. Logen Telge) br. 169, Södertälje[2] – nosi naziv po dvorcu iz 14. stoljeća po kojoj je grad Södertälje kasnije dobio ime.
- Loža "Donat" (Donatus-loosi; šved. Logen Donatus) br. 174, Lund – nosi naziv po Donatu, prvom arhiteksti katedrale u Lundu.[3]
- Loža "Igelsta" (Igelsta-loosi; šved. Logen Igelsta) br. 175, Södertälje[4] – nosi naziv po istoimenom području pored Södertäljea.
- Loža "Aurelije" (Aurelius-loosi; šved. Logen Aurelius) br. 179, Umeå[5] – nosi naziv po rimskom caru i filozofu Marku Aureliju.

U okviru ove velike lože radile su i:
- Loža "Feniks" (esto. Loož "Fööniks"), Tallin – nosi naziv po mitološkom biću feniks; izdvojila se 1999. godine i formirala Veliku ložu Estonije.
- Loža "Patria" (Loož "Patria"), Tallin – nosi naziv po latinskoj riječi za domovinu; izdvojila se 1999. godine i formirala Veliku ložu Estonije.
- Loža "Perona" (Loož "Perona"), Pärnu – nosi naziv po latinskom nazivu za Pärnu; izdvojila se 1999. godine i formirala Veliku ložu Estonije.
- Loža "Ugaunija" (Loož "Ugandi"), Tartu – nosi naziv po Ugauniji, povijesnoj grofoviji i regiji na jugoistoku Estonije; izdvojila se 1999. godine i formirala Veliku ložu Estonije.

### Uprava
Velikom ložom Finske upravlja veliki majstor (fins. Suurmestarit) koji se bira na trogodišnje razdoblje. Dosadašnji veliki majstori su:
1. Axel Solitander (1924. – 1944.)
2. Matti Viljanen (1945. – 1946.)
3. Gunnar Jaatinen (1947. – 1951.)
4. Toivo Tarjanne (1951. – 1969.)
5. Aulis Kauppinen (1969. – 1975.)
6. Jaakko Meriluoto (1975. – 1983.)
7. Heikki Sysimetsä (1983. – 1987.)
8. Matti Peltonen (1987. – 1993.)
9. Pentti Somerto (1993. – 1999.)
10. Ilkka Runokangas (1999. – 2003.)
11. Arto Uusitalo (2003. – 2009.)
12. Heikki Mäki (2009. – 2011.)
13. Juhani Vuori (2011. – 2017.)
14. Jaakko Holkeri (2017. – 2021.)
15. Jukka Viinanen (2021. – 2023.)
16. Henrik Nylander (od 2023.)

### Međunarodna suradnja
Velika loža Finske sudjeluje u radu Svjetske konferencije regularnih masonskih velikih loža. Također, potpisala je povelje o prijateljstvu i međusobnom priznavanju s preko 160 regularnih velikih loža.

### Obredi
Velika loža Finske upravlja simboličkim stupnjevima plave lože (učenik, pomoćnik i majstor) i delegira upravljanje visokim stupnjevima na dodatna tijela i redove. Osvnovni obred ove velike lože je Webbov obred, preuzet od Velike lože Države New York.

## Pridružena tijela i redovi
Upravljanje visokim masonskim stupnjevima Velika loža Finske provodi kroz pridružena tijela i redove od kojih svaki predstavlja jedan obred a na temelju potpisanih konkordata. U nadležnosti ove velike lože rade:
- Velika loža majstora masona znaka Finske (Suomen Merkkimestarimuurarien Suurloosi) – nadležna za rad Reda majstora znaka i Mornara kraljevske arke.[8][9]
- Veliki kapitel slobodnih zidara kraljevskog luka Finske (Suomen Royal Arch Suurchapter) – nadležno za rad Svetog kraljevskog luka.[10]
- Vrhovno vijeće 33. stupnja Drevnog i prihvaćenog obreda za Finsku (Suomen Muinaisen ja Oikeutetun riitin Korkeimman Neuvoston 33°) – nadležno za rad Škotskog obreda.[11][12]
- Veliki priorat Finske Ujedinjenih vjerskih, vojnih i masonskih redova Hrama i svetog Ivana od Jeruzalema, Palestine, Rodosa i Malte (Suomen vapaamuurarillisten uskonpuolustajien yhdistyneiden Temppeliritarikunnan sekä Jerusalemin, Palestiinan, Rhodoksen ja Maltan Pyhän Johanneksen ritarikunnan suurpriorio) – nadležno za rad Vitezova templara kao i Malteških vitezova.[13]
- Velika konklava Finske Slobodnozidarskog i vojnog reda crvenog križa cara Konstatina i redova svetog Groba i svetog Ivana Evanđelista (Suomen suurkonklaavi, Konstantinuksen Punaisen Ristin sekä Pyhän Haudan ja Pyhän Johannes Evankelistan vapaamuurarilliset ja sotilaalliset ritarikunnat) – nadležan za rad Crvenog križa cara Konstatina.[14]

## Vanjske poveznice
- Službena stranica
- Velika loža Finske - Kotar Švedska